# L'altre generalitzat
L'altre generalitzat és el terme que, dins del procés de socialització, s'utilitza per designar la segona instància reguladora que descobreix l'infant. Després del referent dels pares ("altres significatius"), el nen pren consciència de la societat i, per interiorització, també d'ell mateix. Les actituds que abans eren particulars, ara són generals i les normes i valors que percep de la societat, li proporcionen ara, a més, entitat de consciència pròpia com a individu.

## Origen del terme
El concepte de “l'altre” l'introdueix el sociòleg americà George Herbert Mead, amb la finalitat d'analitzar els processos de socialització i la formació de la pròpia identitat individual des de diferents perspectives de significació.
Els agents de socialització són els instruments, els mitjans, a través dels quals es transmeten els valors polítics a l'individu. El primer agent de socialització política - i el més destacat- és la família.
Així, els termes medians de l'altre significatiu (significant others) i l'altre generalitzat (generalized other) inclouen els diferents graus de significació de les relacions que establim amb els altres; des d'aquelles més directes, íntimes i afectives, a aquelles altres més distants, abstractes i funcionals.
Mead emfatitza la importància del joc per al desenvolupament de l'infant. A través dels aspectes imaginatius del joc, aquest aprèn a representar el paper de l'altre; a imitar-lo. Més endavant, l'aprenentatge social es perllonga durant l'adolescència. En aquest sentit, Mead és contrari a l'opinió de Sigmund Freud, per qui, és especialment durant la primera infància, quan es determinen substancialment les experiències de l'individu al llarg de la vida.
Altres autors, com per exemple Jean Piaget, distingeix diverses etapes principals en el desenvolupament de la capacitat del nen per comprendre el món. Cada etapa suposa l'adquisició de noves habilitats cognoscitives i depèn del fet que completi satisfactòriament l'etapa anterior. Segons Piaget, doncs, aquestes etapes del desenvolupament cognitiu són característiques universals de la socialització.

## El self i l'altre generalitzat
El self i l'altre generalitzat:
Mead situa l'altre generalitzat a la darrera fase en el desenvolupament del self o si mateix, entenent com a adaptació de l'ésser humà a l'entorn social. Aquesta capacitat d'assumir l'altre generalitzat comporta que un individu sigui capaç de percebre’s des de la perspectiva dels altres més remots en interacció amb la seva pròpia perspectiva. I, en opinió de Mead, això és cosa que permet la creació de societats i de grups humans en què els seus components puguin adequar els seus respectius comportaments a les expectatives sorgides en aquest procés d'assumir altres generalitzats.

## Me i I
De la mateixa manera, aquesta identitat personal adquirida (self) que permet a l'individu participar d'un món en societat, permet igualment participar d'una consciència individual que es fonamenta mitjançant una mena de diàleg interior expressat en els dos conceptes, també medians, del jo (I) i el mi (me). Segons l'autor, l'I és la consciència espontànea inherent a tots els individus; és allò que fa possible connectar les actituds dels altres amb la pròpia consciència; altrament dit, és el procés de pensar en l'objecte contemplat. El me, en canvi, és aquella part de l'I modelada per les actituds dels altres o per les normes de la societat, o és, en altres paraules, la identitat o situació que adquireix l'individu i que deriva de les respostes que els altres prenen envers ell (envers l'I).
Hi ha una llarga tradició d'investigacions en sociologia política que estudia la transmissió dels valors polítics dels pares als fills, i que arriba a tres grans conclusions:
1) els nens i nenes mantenen certs valors polítics molt vagues des d'edats sorprenentment prematures
2) hi ha una estreta relació entre els valors polítics dels nens i nenes i els dels seus pares
3) els nens i nenes comencen a mantenir certs valors polítics molt abans de mantenir opinions sobre assumptes de debat polític, i molt abans que sàpiguen el seu significat.
La societat ofereix al candidat a la socialització un lot ja fet d'altres significatius, que ha d'acceptar un lloc sense cap possibilitat de dir-hi la seva […] O sigui, que cadascú s'ha d'espavilar amb els pares que li han tocat. Aquest desavantatge injust, inherent al fet de ser una criatura, té una conseqüència òbvia: i és que, ni que l'infant no sigui un mer subjecte passiu del procés de socialització, de fet són els adults els que dicten les regles del joc. L'infant ha de jugar-hi amb entusiasme o de mala gana; però és l'únic joc possible.
Corol·lari fonamental: com que l'infant no intervé en la tria dels seus significatius, automàticament s'hi identifica. I, pel mateix motiu, inevitablement interiorizarà llur realitat concreta".

## El joc per al desenvolupament de l'infant
Es pot afirmar que el joc és una activitat pròpia del nen. Segons Wgostki "és una de les principals activitats del nen, més enllà dels seus atributs com exercici funcional, valor expressiu i caràcter elaboratiu, el joc propicia el desenvolupament cognitiu, emocional i social, a la vegada que serveis com una eina de la ment que habilita als nens per regular i organitzar la conducta".

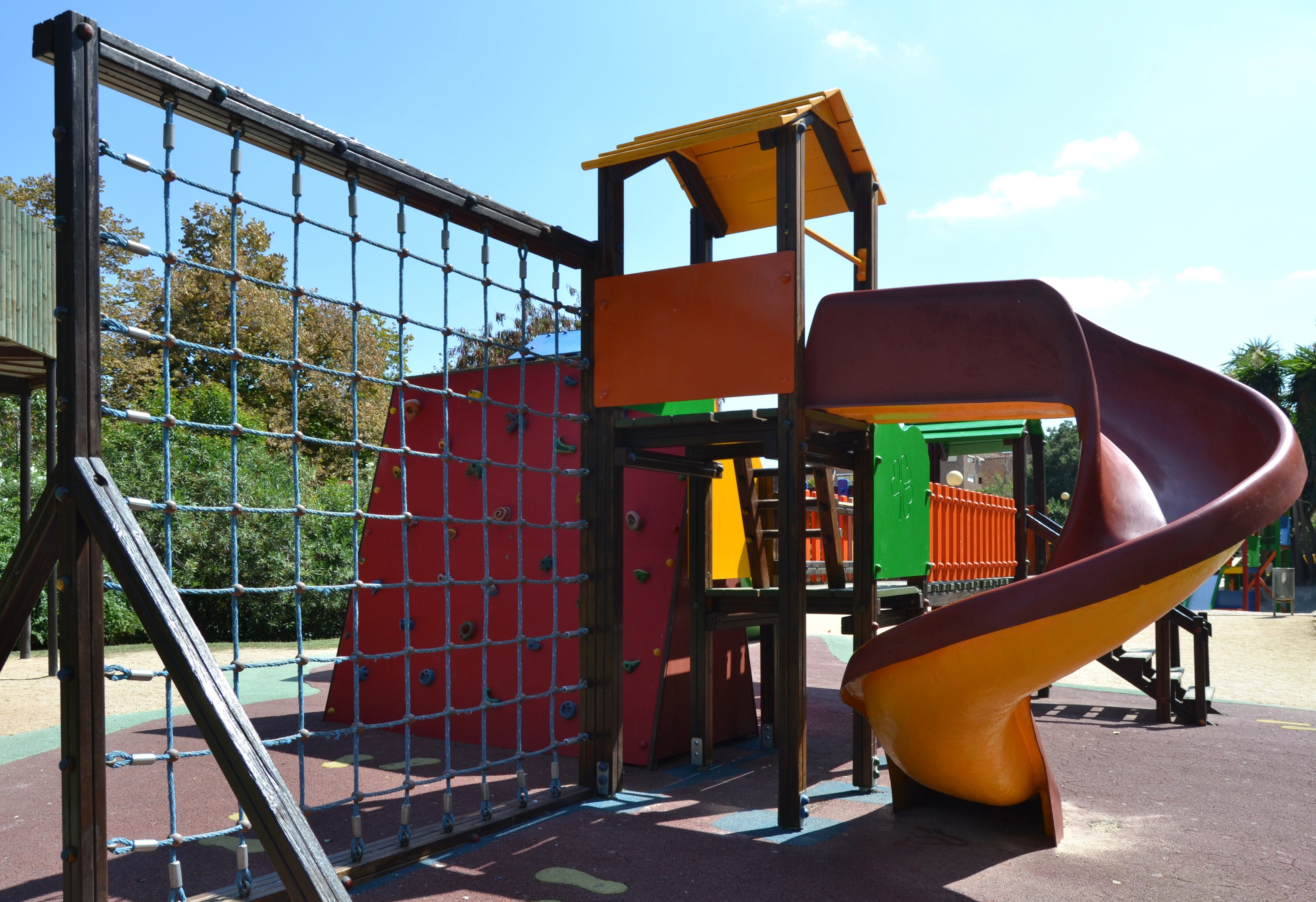
Parc infantil

El joc va ser descartat per l'escola tradicional, ja que se’l considerava buit de significació educativa. Els avenços han demostrat que el joc és la millor forma de desenvolupar l'aprenentatge i la socialització, ja que el nen posa de manifest a través seu l'interès, les inquietuds, manifesta la comunicació amb els altres, s'estableixen relacions socials i aprenen a conèixer la realitat. El joc és una de les principals activitats on el nom desenvolupa les seves habilitats socials.
Jean Chateau afirma "el joc és sobretot una forma d'assimilació, començant des de la infància i continuant fins a l'etapa del pensament operacional concret, el nen utilitza el joc per adaptar els fets de la realitat, permet transformar el real per assimilació a les realitats".
Des d'aquest punt de vista, doncs, compleix un paper fonamental perquè proporciona al nen un mitjà d'expressió pròpia i li permet.

## Conclusions
En efecte, doncs, la descoberta de la societat en general va associada a la formació de la pròpia identitat personal.
L'individu s'autoidentifica en prendre consciència de la societat; és a dir, en interioritzar-la i percebre la realitat social abstracta com a objectiva. Per tant, l'individu s'adona que disposa d'una identitat general estable que ell mateix com a subjecte − i independentment dels altres− percep.
En definitiva i d'acord amb Rodríguez Mansilla“hi ha certa semblança entre la consciència col·lectiva d'Emile Durkheim i la concepció d'un altre generalitzat de Mead”
Tal com afirma Mead"És en la forma de l'altre generalitzat que els processos socials influeixen en la conducta dels individus que hi ha involucrats i que els duen a terme, és a dir, que és en aquesta forma que la comunitat exerceix el seu control sobre el comportament dels membres individuals; perquè d'aquesta manera el procés o comunitat social entra, com a factor determinant, en el pensament de l'individu."